# Мала планета

Діаграма Ейлера, що показує типи тіл Сонячної системи

Мала́ плане́та (плането́їд) — небесне тіло, яке має орбіту навколо Сонця та не є повноцінною планетою чи кометою[відсутнє в джерелі].
До 2006 року термін «мала планета» був синонімом терміна «астероїд», проте 24 серпня 2006 року Міжнародний астрономічний союз (МАС) вперше дав визначення терміну «планета». Під це визначення не підходив Плутон, який раніше вважали дев'ятою планетою Сонячної системи, і МАС зарахував його до нової категорії карликових планет разом з Еридою та Церерою.
Таким чином, до малих планет відносять карликові планети та астероїди, а не входять до їх числа комети та тіла з діаметром менше 30 м — метеороїди. Термін не є офіційним, на відміну від термінів «планета», «карликова планета» і «малі тіла Сонячної системи».
Саме ж поняття «мала планета» включає карликові планети, астероїди, троянські супутники, кентаври і різні транснептунові об'єкти. Каталогізує такі об'єкти Центр малих планет, і, за даними 2019 року, таких об'єктів відкрито майже 795 тисяч.
Церера — відкрита 1801 року мала планета, і коли з'ясувалося, що таких об'єктів багато, а їхні розміри значно менші, ніж у планет, з'явилося поняття «мала планета». Також використовувано термін «планетоїд», на той час синонімічний «малій планеті».

## Класифікація
Існує наступна система класифікації малих планет:
- Астероїди: історично, так називають тіла внутрішньої частини Сонячної системи[9]:
  - навколоземні астероїди: так називають усі астероїди, перигелій орбіти яких менше 1,3 а. о.:
    - атіри: астероїди, орбіта яких цілком лежить всередині земної;
    - атонці: астероїди, велика піввісь яких менша, ніж у Землі, але афелійна відстань більша від перигелійної відстані Землі — отже, вони перетинають орбіту Землі;
    - аполлонці: астероїди, велика піввісь яких більша, ніж у Землі, але перигелійна відстань менша від афелійної відстані Землі — отже, вони теж перетинають орбіту Землі, але більшість часу перебувають зовні, а не всередині, як у попередньому випадку;
    - амурці: астероїди, орбіта яких цілком лежить зовні земної;
    - троянські астероїди Землі: астероїди, які перебувають у точці Лагранжа L4 або L5 системи Сонце-Земля. Наразі відомий лише один такий об'єкт: 2010 TK7[10].

  - троянські астероїди Марса: астероїди, які перебувають у точці Лагранжа L4 або L5 системи Сонце-Марс. Відомо 9 таких об'єктів[11];
  - пояс астероїдів: об'єкти, орбіти яких містяться між орбітами Марса і Юпітера. Це початкова, найвідоміша і найчисленніша група малих планет;
  - троянські астероїди Юпітера: астероїди, які перебувають у точці Лагранжа L4 або L5 системи Сонце-Юпітер. Це перша відкрита і найчисленніша група троянських астероїдів: у Юпітера їх більше 7 тисяч[11].
- Віддалені малі планети: збірна назва для малих планет у зовнішній Сонячній системі:
  - кентаври: тіла, орбіти яких містяться між орбітами Юпітера й Нептуна. Через вплив планет-гігантів їхні орбіти мають бути нестабільними[12];
  - троянські астероїди Урана: астероїди, які перебувають у точці Лагранжа L4 або L5 системи Сонце-Уран. Наразі відомий лише один такий об'єкт[11];
  - транснептунові об'єкти: збірна назва для об'єктів, які перебувають далі, ніж орбіта Нептуна:
    - пояс Койпера: найчисленніша група з цих об'єктів, усі, які ближчі, ніж 55 а. о. від Сонця:
      - класичні об'єкти поясу Койпера: об'єкти, які не мають резонансу з Нептуном;
      - резонансні транснептунові об'єкти: об'єкти в будь-якому резонансі з Нептуном:
        - троянські астероїди Нептуна: астероїди, які перебувають у точці Лагранжа L4 або L5 системи Сонце-Нептун, і, отже, мають резонанс 1:1 із ним. Відомо 28 таких об'єктів[11];
        - плутино: об'єкти, які мають резонанс 2:3 із Нептуном;
        - тутино: об'єкти, які мають резонанс 1:2 із Нептуном;

    - розсіяний диск: об'єкти з афелієм поза поясом Койпера;
    - відокремлені транснептунові об'єкти: об'єкти з афелієм і перигелієм поза поясом Койпера;
    - хмара Оорта: гіпотетична область, у якій містяться довгоперіодичні комети.

## Найменування

Графік, що показує загальну кількість малих планет, кількість пронумерованих і кількість тих, що отримали назву

Всі відкриті тіла потрібно позначати, і з малими планетами це робиться в три етапи: спочатку об'єкт отримує тимчасове позначення, тому що він ще може виявитися помилково відкритим або втраченим. Ця назва залишається в об'єкта до підтвердження та точного визначення параметрів орбіти, після чого він стає пронумерованою малою планетою. Нарешті, об'єкт може отримати замість номера осмислену назву, однак назву має дуже мало об'єктів. Наприклад, це може виглядати так:
- 1932 HA — надано тимчасове позначення, засноване на даті відкриття: 24 квітня 1932 року;
- (1862) 1932 HA — надано номер 1862;
- 1862 Аполлон — назва, використання коду при цьому припиняється.

### Тимчасове позначення
Відкритий об'єкт отримує позначку на основі дати відкриття. Наприклад, у назві 2002 AT4:
- 2002 — означає рік відкриття;
- A — означає половину місяця, в яку відкрито об'єкт; у цьому разі це 1-15 січня;
- T4 — означає, яким за порядком був відкритий об'єкт у проміжку часу; для перших 25 об'єктів йдуть літери латинської абетки, крім I, а якщо об'єктів відкривається більше, то додають нижній цифровий індекс, а абетку починають заново; T4 означає 117 об'єкт із відкритих у цей період.

### Присвоєння номера
Коли малу планету та її орбіту підтверджено, до її тимчасового позначення додають порядковий номер.

### Присвоєння назви
Спочатку відкритим малим планетам присвоювали імена персонажів грецької міфології, однак відкритих об'єктів згодом стало набагато більше, ніж таких персонажів. Першим об'єктом, що вибивався з цієї традиції, стала мала планета 20 Массалія, названа як грецька назва міста Марсель. Першу назву, зовсім не пов'язану з античністю, отримала мала планета 45 Євгенія, названа на честь дружини Наполеона III. Надалі використовували назви жіночого роду, і першим винятком стала мала планета 334 Чикаго.

#### Незвичайні назви
Згодом відкривачі об'єктів почали давати їм незвичайні назви: 482 Петріна та 483 Сеппіна отримали свої назви на честь собак першовідкривача, а 2309 М. Спок — на честь домашнього кота першовідкривача. Потім МАС заборонив давати малим планетам назви на честь улюбленців, проте, об'єктам продовжили надавати незвичайні назви, наприклад, 6042 Чеширкет.

#### Імена першовідкривачів
На відміну від комет, малі планети прийнято не називати на честь першовідкривача. Одним із способів обійти це стало те, що двоє першовідкривачів різних об'єктів могли назвати об'єкт на честь один одного. Тим не менш, є й виняток із цього правила: малу планету 96747 Кресподасілва названо на честь першовідкривачки, оскільки вона померла невдовзі після відкриття об'єкта.

#### Назви різними мовами
Строгого алгоритму адаптації назв до інших мов не існує. Наприклад, назва Церера українською мовою близька до оригінальної назви італійською — Cerere, тоді як англійською мовою та латиною ця карликова планета називається Ceres, як і німецькою, французькою, арабською та хінді. Разом з тим, грецька назва — Δημήτηρ (Деметра), за ім'ям грецької богині родючості, а не римської. Подібна ситуація і з багатьма іншими об'єктами.
Адаптація китайською мовою виглядає інакше: мала планета отримує не ім'я подібного бога чи богині з китайської міфології, а його опис: у китайській мові Церера має назву 穀神星 (gǔshénxīng), що означає «планета богині мудрості».

#### Сучасні правила іменування
Коли малу планету підтверджено та надано номер, її першовідкривач має ексклюзивне право назвати планету протягом 10 років після її підтвердження, однак він має пояснити, чому обрано саме таку назву. Коли назву запропоновано, комісія з 15 осіб може прийняти її або відхилити. Існують певні формальні правила для назв:
- 16 символів або менше;
- назва має бути вимовною;
- назва не має бути образливою або нецензурною;
- назва не має бути надто схожою на вже наявні назви планет, супутників або малих планет;
- заборонено імена свійських тварин, а також рекламні назви;
- якщо об'єкт називають на честь політичного або військового діяча, має пройти більше 100 років від моменту його смерті або його активної діяльності.

Також бажано, щоб назва була одним словом. Для деяких класів об'єктів існують інші формальні вимоги: наприклад, троянські астероїди Юпітера мають називатися іменами героїв Троянської війни.